# Lilja Mósesdóttir
Lilja Mósesdóttir (Reikiavik, 11 de noviembre de 1961) es una política islandesa que ejerció como miembro del parlamento del Althing, el parlamento islandés, desde 2009 hasta 2013. Durante su mandato, ella ejerció como miembro de la delegación de Islandia en la Asamblea Parlamentaria del Consejo de Europa.